# Inselbergschanze
Inselbergschanze – skocznia narciarska w niemieckiej miejscowości Brotterode.
Obiekt początkowo nosił nazwę Hagenschanze. W 1945 zmieniono ją na Aufbauschanze. Po przebudowie skoczni w 1956 nazwę zmieniono na obecną. Nazwa odnosi się do góry, na której leży obiekt i całej okolicy.
Do przebudowy w 2004 roku skocznia posiadała punkt K-98 m.
Skocznie w Brotterode od 2009 są również nazywane "Werner Lesser II Skisprung Arena", od imienia skoczka narciarskiego Wernera Lessera.

## Seimbergschanzen
Obok tego obiektu znajdują się jeszcze trzy małe skocznie:
- Seimbergschanze K39
- Seimbergschanze K29
- Seimbergschanze K12

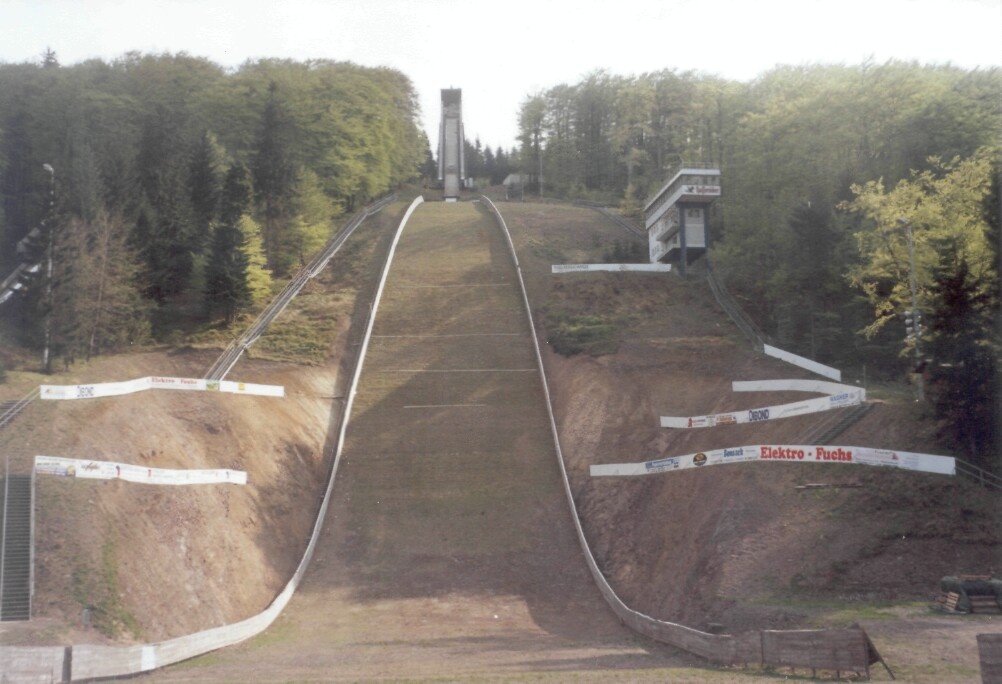
Skocznia latem
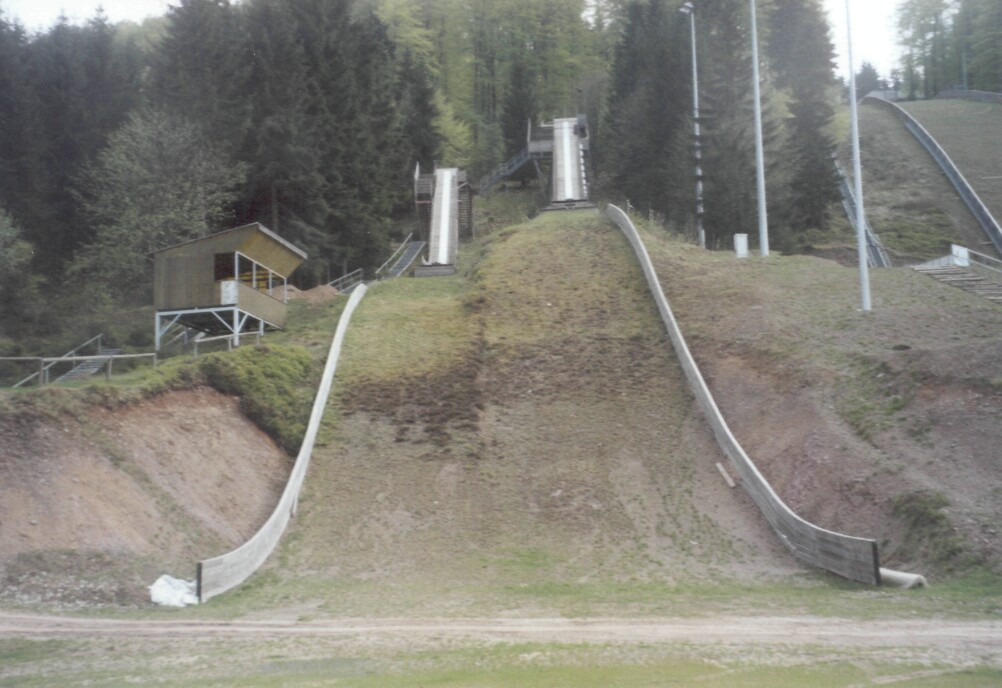
Seimbergschanze K39 i Seimbergschanze K29
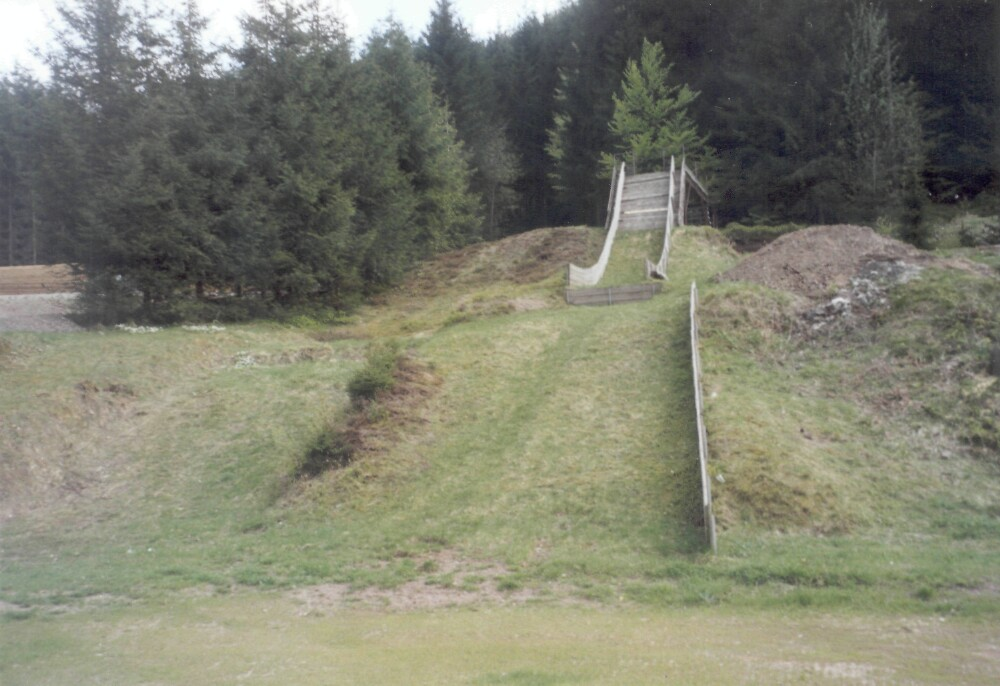
Seimbergschanze K12